# Clair Matin
'Clair Matin'  ou 'Grimpant Clair Matin', est un rosier grimpant moderne, créé en 1960 par le rosiériste français Meilland ; il est toujours très apprécié de nos jours dans de nombreux pays du monde.

## Description
C'est le rosier réussi, indémodable. Idéal pour qui aime les roses en bouquets. Ses boutons rouge foncé s'ouvrent en coupes généreuses, les fleurs semi-doubles de 5 à 6 cm de diamètre sont composées de 15 pétales. Elles sont légèrement orangées lors de l'éclosion puis de plus en plus roses et pâles. Sa floraison, précoce, est garantie et son entretien facile. Il est remontant, sa première floraison au printemps est longue et magnifique; la seconde à l'automne l'est tout autant, .
Son parfum est très doux, à dominante fruitée. Ses feuilles à 5 larges folioles ovales sont vert foncé. Et ce sont de redoutables  aiguillons crochus que portent ses vigoureux rameaux semi-rigides.
Si l'été est chaud et humide, ce rosier peut se monter sensible à l'oïdium, il faut alors pulvériser avec un produit destiné à cet effet,.
Sa taille varie entre 2,0 m et 4,0 m.

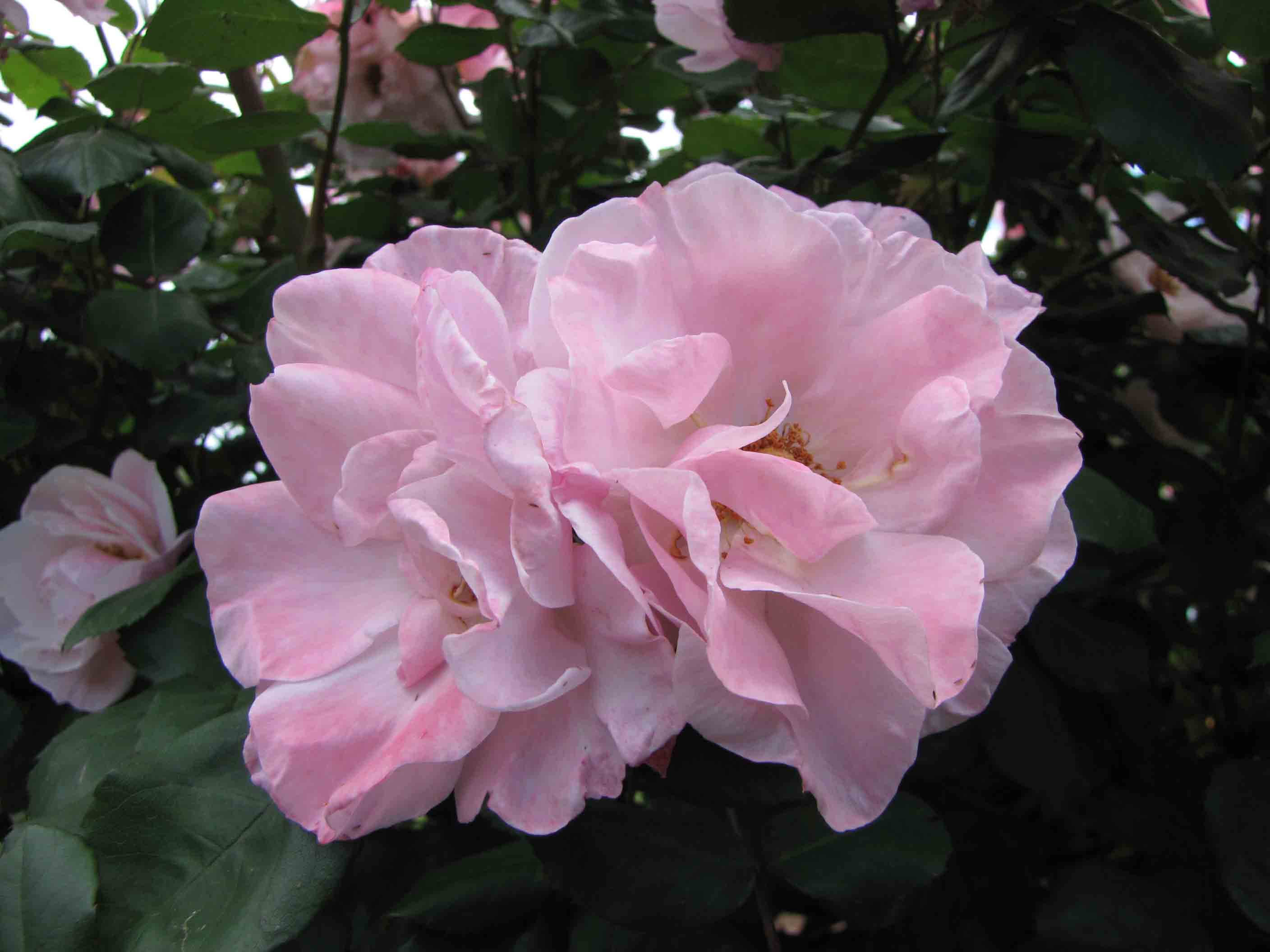
'Clair Matin' à Melbourne.
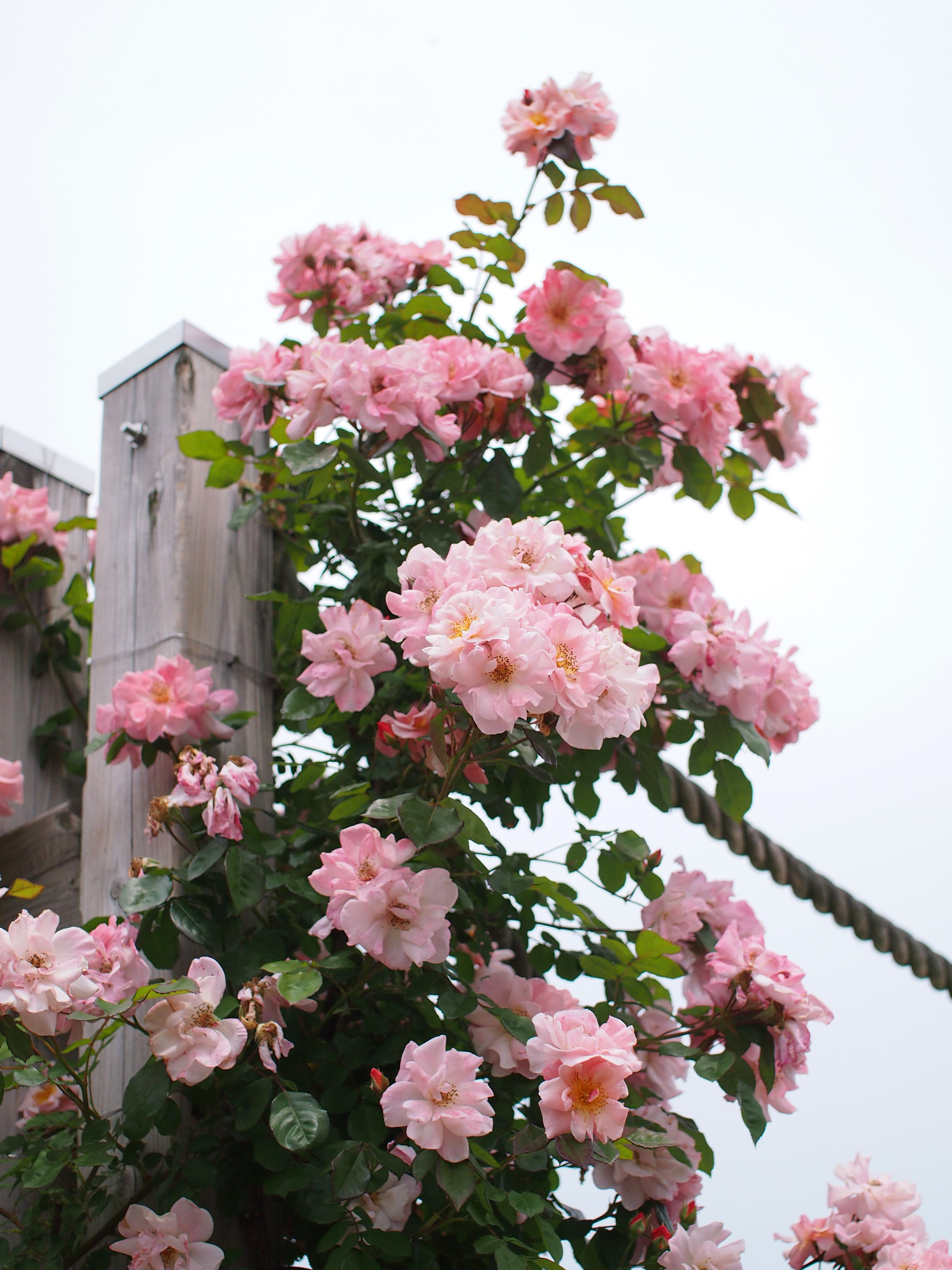
Vue du grimpant au Japon.

## Ascendance
'Fashion ' × ('Independence' × 'Orange Triumph') × 'Phyllis Bide'.

## Distinctions
- Médaille d'or de Bagatelle à Paris en 1960[3].